# 舟山群島
舟山群島（しゅうざん-ぐんとう、	Zhōushān Islands）は、中華人民共和国浙江省で東シナ海海上に浮かぶ群島である。行政的には浙江省舟山市を形成する大小1,339個の島嶼。総水域は22,200平方キロメートル、うち陸地面積は1,371平方キロメートル。
2006年4月より中国飛龍専業航空がヘリコプターZ-9による群島間の航空便を開始し、中国国内初の短距離ヘリコプター営業路線となった。

## 島嶼岩礁

### 嵊泗県海域
嵊泗県海域の島々は嵊泗列島と呼ばれている。
- 花鳥山
- 緑華島（東西緑華島を含む）
- 嵊山
- 枸杞山
- 泗礁山 ：面積21.34965平方キロメートル
- 大黄龍島
- 大洋山、小洋山：上海の外港として巨大なコンテナターミナルのある洋山深水港が建設され、2005年に上海市浦東新区臨港新城と海上32.5kmの東海大橋（自家用車通行禁止）で結ばれた。南匯区臨港新城からシャトルバスが運行している。

### 岱山県海域
- 衢山島：面積59.79198平方キロメートル
- 鼠浪湖島
- 大魚山
- 岱山島 ：面積104.9669平方キロメートル
- 江南山
- 官山
- 小長塗山 ：面積10.92006平方キロメートル
- 大長塗山 ：面積33.56233平方キロメートル
- 大西寨島
- 秀山島 ：面積22.87839平方キロメートル

### 定海区海域
- 舟山島 ：面積476.1653平方キロメートル
- 長白島 ：面積11.09786平方キロメートル
- 冊子島 ：面積14.20275平方キロメートル
- 金塘山 ：面積77.3521平方キロメートル
- 大鵬山
- 大猫島
- 盤峙
- 嶴山
- 長峙

### 普陀区海域
- 黄興島
- 廟子湖島
- 青浜島
- 東福山
- 小干島
- 魯家峙
- 普陀山 ：面積11.85358平方キロメートル
- 洛迦山
- 葫芦島
- 白沙山
- 朱家尖島 ：面積61.81506平方キロメートル
- 登歩島 ：面積14.50561平方キロメートル
- 螞蟻島
- 桃花島 ：面積40.3706平方キロメートル
- 蝦峙島 ：面積17.00545平方キロメートル
- 六横島 ：面積93.65829平方キロメートル
- 佛渡島
- 元山島

### 寧波市海域
- 大樹島 ：面積28.37375平方キロメートル
- 梅山島 ：面積26.90167平方キロメートル

### 領海基点
- 海礁島（別名：童島）
- 東南礁
- 両兄弟島